# قطعنامه ۹۰۱ شورای امنیت
قطعنامه ۹۰۱ شورای امنیت سازمان ملل متحد که در تاریخ ۰۴ مارس ۱۹۹۴ تصویب شد، سندی بین‌المللی دربارهٔ آبخاز، گرجستان است. این قطعنامه طی نشست ۳۳۴۵ام با ۱۵ رای موافق، ۰ مخالف و ۰ ممتنع تصویب شد.